# الصناعة الدوائية في الهند
بلغت قيمة الصناعة الدوائية في الهند 33 مليار دولار أمريكي في عام 2017 وتمثل الأدوية المكافئة 20 في المائة من حجم صادراتها العالمية، ما يجعل الهند أكبر مصدر للأدوية المكافئة على مستوى العالم. وفقًا لقسم الأدوية، في وزارة الكيماويات والأسمدة، بلغت مبيعات سوق الأدوية المحلية 129015 روبية كرور (18.12 مليار دولار أمريكي) في 2018، بنسبة نمو قدرها 9.4 في المائة سنويًا وكانت إيرادات الصادرات 17.28 مليار دولار أمريكي في السنة المالية 2018 و19.14 مليار دولارًا أمريكيًا في السنة المالية 2019. تشكل مدن حيدر أباد ومومباي وبنغالور وأحمد آباد وفادودارا وأنكليشوا وسيكيم هي المحاور الرئيسية فيما يخص المستحضرات الدوائية في الهند.
بدأت الحكومة في تشجيع الشركات الهندية لتطوير الصناعة الدوائية في أوائل الستينيات، من خلال قانون براءات الاختراع في عام 1970.
أقامت الشركات الهندية لنفسها مكانةً مميزة في الأسواق الهندية والأسواق العالمية بفضل خبرتها في عمليات الهندسة العكسية الجديدة الهادفة لتصنيع الأدوية بكلفة منخفضة والتي أصبحت ميزة بالنسبة للصناعة.
سجلت صناعة الأدوية الحيوية في الهند نموًا بنسبة 17 بالمائة بإيرادات بلغت 137 مليار روبية (3 مليارات دولار) في السنة المالية 2009-2010، مقارنةً بالعام المالي السابق. كانت شركة بيو فارما المساهم الأكبر مسببةً 60% من النمو الصناعي، ما مقداره 8,829 كرور روبية، تليها شركة الخدمات الحيوية بمبلغ 2.639 كرور روبية، والزراعة الحيوية بمبلغ 1.936 كرور روبية.

## نظرة عامة
في عام 2002، باع أكثر من 20000 مصنع أدوية مسجل في الهند ما قيمته 9 مليارات دولار من التركيبات والأدوية السائبة. بيع 85 ٪ من هذه التركيبات في الهند بينما صُدّر أكثر من 60 ٪ من الأدوية السائبة، بشكل رئيسي إلى الولايات المتحدة وروسيا. معظم الأطراف الفاعلة في السوق هي شركات صغيرة إلى متوسطة; تسيطر 250 من كبرى الشركات على 70٪ من السوق الهندي. بفضل قانون براءات الاختراع لعام 1970، تشكل الشركات متعددة الجنسيات 35٪ فقط من السوق، منخفضةً عن النسبة التي كانت 70٪ قبل ثلاثين عامًا.
توظف معظم شركات الأدوية العاملة في الهند، وحتى الشركات متعددة الجنسيات، الهنود بشكل حصري تقريبًا من أدنى المراتب حتى المناصب الإدارية رفيعة المستوى. غالبًا ما تكون المستحضرات الدوائية المحلية، مثل العديد من الشركات الأخرى في الهند، من إنتاج مزيج من الشركات العامة والخاصة.
فيما يتعلق بالسوق العالمية، تمتلك الهند حاليًا حصة قابلة للمساءلة وتعرف باسم صيدلية العالم وأضخم مورِّد للأدوية المكافئة. اكتسبت الهند مكانة راسخةً في الساحة العالمية من خلال الأدوية المكافئة والمكونات الدوائية الفعالة (إيه بّي آي) التي صُممت بطرق مبتكرة، وتمثل الدولة حوالي 30 %(من حيث الحجم) وحوالي 10 % (كقيمة) من سوق الأدوية المكافئة الأمريكي الذي تبلغ قيمته 70-80 مليار دولار أمريكي. على الرغم من التطور في المجالات الأخرى، ما تزال الأدوية المكافئة جزءًا كبيرًا من الصورة. الهند هي أكبر مصدر للأدوية المكافئة على مستوى العالم. يؤمن قطاع الصناعات الدوائية الهندي أكثر من 50 في المائة من الطلب العالمي على مختلف أنواع اللقاحات، و40 في المائة من الطلب على الأدوية المكافئة في الولايات المتحدة و25 في المائة من جميع الأدوية في المملكة المتحدة.

## الجودة
بين عامي 2015 و2017، كان هناك 31 رسالة تحذير من إدارة الغذاء والدواء الأمريكية لشركات الأدوية الهندية تشير إلى مشكلات جدية متعلقة بنزاهة البيانات، تتضمن حذف البيانات أو التلاعب بها أو تلفيق نتائج الاختبار، راجع «تحليل لرسائل التحذير الصادرة عن إدارة الغذاء والدواء لعام 2017 بشأن نزاهة البيانات» بقلم باربرا أنغر، شركة أنغر للاستشارات. وفقًا لشركة آوت سورسينغ فارما، أنه في عام 2012، كانت الهند مصدرًا ل 75 ٪ من الأدوية المزورة الموردة في جميع أنحاء العالم، تليها 7 ٪ من مصر و6 ٪ من الصين.
أجرت المنظمة المركزية للسيطرة القياسية للأدوية (سي دي إس سي أو)، والهيئة التنظيمية للأدوية في الهند، دراسة استقصائية على نطاق البلد في عام 2009 وأعلنت أنه «من بين "24000 عينة [جُمعت] من جميع أنحاء الهند واختُبرت. تبين أن 11 عينة منها فقط أو 0.046 ٪ كانت مزورة». في عام 2017، وجد مسح مماثل أن 3.16 ٪ من الأدوية التي اُخذت كعينات كانت دون المستوى و0.0245 ٪ منها كانت مزورة. غالبًا ما تُزوير أكثر الأدوية الموصوفة شيوعًا.

## براءات الاختراع
في عام 1970، سنت إنديرا غاندي قانونًا يمنع المنتجات الطبية من الحصول على براءات اختراع في البلاد. في عام 1994، وقعت 162 دولة من ضمنها الهند على اتفاقية حول الجوانب التجارية لحقوق الملكية الفكرية (تريبس)، والتي نصت أنه يجب منح براءات الاختراع لجميع الاختراعات بما في ذلك الأدوية. مُنِحت الهند والبلدان النامية الأخرى عشر سنوات إضافية للامتثال الكامل للشروط التي أقرتها اتفاقية تريبس. نجحت الهند في إدراج بند هام للاتفاقية يتمثل في الحق بالحصول على تراخيص إجبارية (سي إل إس) للأعضاء الأخرين من أجل تصنيع الأدوية في الحالات التي ترى فيها الحكومة أن حامل براءة الاختراع لا يخدم مقتضيات الصحة العامة. استخدام هذا الحق في عام 2012، عندما مُنحت ناتكو ترخيصًا اجباريًا لإنتاج دواء نكسافار، وهو دواء لعلاج السرطان. في عام 2005، أضيف بند إلى القانون الجديد باعتباره القسم الثالث (دي) نص على أن الدواء لايُمنح براءة اختراع إذا لم يؤد إلى «تعزيز الفعالية المعروفة لتلك المادة».
كان إصدار تعديل لقانون براءات الاختراع في الهند والذي حصل في 1يناير عام 2005، بمثابة تغيير كبير في حماية الملكية الفكرية في الهند، والذي أعاد منح براءات اختراع للمنتجات للمرة الأولى منذ عام 1972. دخل القانون حيز التنفيذ في الموعد النهائي الذي حددته اتفاقية منظمة التجارة العالمية حول الجوانب التجارية لحقوق الملكية الفكرية (تريبس)، الذي فرض حمايةً لبراءات الاختراع للمنتجات والعمليات لمدة 20 عامًا. بموجب هذا القانون الجديد، اضطرت الهند إلى الاعتراف ليس فقط براءات الاختراع الجديدة ولكن أيضًا بكل براءات الاختراع التي قُدمت بعد 1 يناير من عام 1995. في ديسمبر عام 2005، عُدل اتفاق تريبس من أجل إدراج ضمانات مخصصة لضمان عدم المساس بمخاوف الصحة العامة من القدرة على تحمل التكاليف وإمكانية الوصول إلى قسم كبير من الناس في البلدان النامية. لم تدخل هذه التعديلات حيز التنفيذ حتى يناير 2017، بعد أن صادق عليها ثلثا الدول الأعضاء. نتج عن قانون براءات الاختراع الجديد هذا تجزئة واضحة جدًا في السوق المحلية. ضيقت الشركات متعددة الجنسيات نطاق تركيزها على براءات الاختراع رفيعة المستوى التي لم تشكل سوى 12٪ من السوق، مستفيدة من قانون حماية براءات الاختراع الممنوح حديثًا. وفي الوقت نفسه، اختارت الشركات الهندية أخذ محافظ منتجاتها القائمة واستهداف سكان المناطق شبه الحضرية والريفية.